# Ichneumon bicinctus
Ichneumon bicinctus är en stekelart som beskrevs av Fuesslin 1775. Ichneumon bicinctus ingår i släktet Ichneumon och familjen brokparasitsteklar. Inga underarter finns listade i Catalogue of Life.